# توني فيلد
توني فيلد (بالإنجليزية: Tony Field)‏ (6 يوليو 1946 بهاليفاكس في المملكة المتحدة - ) هو لاعب كرة قدم بريطاني في مركز الهجوم. لعب مع بلاكبيرن روفرز وشيفيلد يونايتد ونادي ساوثبورت ونيويورك كوسموس ونادي هاليفاكس تاون ونادي بارو وMemphis Rogues ‏ ونيوإنغلند تي من ‏.

## وصلات خارجية
- توني فيلد على موقع قاعدة بيانات كرة القدم.إي يو (الإنجليزية)